# Edson Batista de Mello
Edson Batista de Mello (* 15. Dezember 1964 in São Leopoldo, Rio Grande do Sul, Brasilien) ist ein brasilianischer Geistlicher und römisch-katholischer Bischof von Cachoeira do Sul.

## Leben
Edson Batista de Mello empfing am 5. Dezember 1997 das Sakrament der Priesterweihe.
Am 22. Mai 2019 ernannte ihn Papst Franziskus zum Bischof von Cachoeira do Sul. Die Bischofsweihe ist für den 11. August 2019 geplant. Der Bischof von Novo Hamburgo, Zeno Hastenteufel, spendete ihm am 11. August desselben Jahres die Bischofsweihe; Mitkonsekratoren waren der Erzbischof von Porto Alegre, Jaime Spengler OFM, und der emeritierte Militärerzbischof von Brasilien, Osvino José Both. Die Amtseinführung erfolgte am 25. August 2019.